# Бёрден, Лютер
Лютер Дин "Тики" Бёрден (англ. Luther Dean "Ticky" Burden; 28 февраля 1953 года, Хейнс-Сити, штат Флорида, США — 29 октября 2015 года, Уинстон-Сейлем, штат Северная Каролина, США) — американский профессиональный баскетболист, бронзовый призёр чемпионата мира (1974).

## Спортивная карьера
Выступал за команду школы им. Филипа Шайлера из Олбани (штат Нью-Йорк), затем поступил в университет Юты.
В 1974 году, на мировом первенстве в Пуэрто-Рико, в составе национальной сборной США завоевал бронзовую медаль со средним результатом 20,2 очка за игру, этот рекорд для игроков сборной США был побит лишь в 2010 году Кевином Дюрантом. В 1975 году стал чемпионом Панамериканских игр на соревнованиях, проходивших в Мексике.
В 1975 году, выступая в «младшем сезоне» Западной Спортивной Конференции (Western Athletic Conference), набирал по 28,7 очка в среднем за игру и установил спортивный рекорд конференции в сезоне, реализовав 359 бросков с игры. На драфте был выбран клубом «Вирджиния Сквайрз» из АБА, в составе которого провёл сезон 1975/76, покинул клуб из-за конфликта с тренером. В 1976-1978 годах выступал за клуб НБА «Нью-Йорк Никс». В сезоне 1976/77, находясь в основном в роли резервного игрока, проводил в среднем на паркете по 10 минут и набирал по 5,7 очка за игру. Тем не менее в следующем сезоне тренер «Никс» Уиллис Рид выразил разочарование в связи с отсутствием у баскетболиста оборонительной игры и отправил его в глубокий запас на оставшуюся часть сезона после двух стартовых игр. В конце сезона он был вынужден покинуть клуб.

## Дальнейшая биография
Проходил в качестве обвиняемого по делу об ограблении банка в Хемпстеде (остров Лонг-Айленд). Был осуждён, но после двух лет заключения обвинительный приговор был отменён, так как следователи нарушили процессуальные нормы, войдя к нему в дом, не имея ордера на арест. Позднее он признал себя виновным в получении украденных в связи с ограблением денег.
Впоследствии работал баскетбольным тренером в молодёжной волонтёрской организации YMCA.

## Статистика

### Статистика в НБА
| Сезон                                                                                    | Команда  | Регулярный сезон | Регулярный сезон | Регулярный сезон | Регулярный сезон | Регулярный сезон | Регулярный сезон | Регулярный сезон | Регулярный сезон | Регулярный сезон | Регулярный сезон | Регулярный сезон | Серия плей-офф | Серия плей-офф | Серия плей-офф | Серия плей-офф | Серия плей-офф | Серия плей-офф | Серия плей-офф | Серия плей-офф | Серия плей-офф | Серия плей-офф | Серия плей-офф |
| Сезон                                                                                    | Команда  | GP               | GS               | MPG              | FG%              | 3P%              | FT%              | RPG              | APG              | SPG              | BPG              | PPG              | GP             | GS             | MPG            | FG%            | 3P%            | FT%            | RPG            | APG            | SPG            | BPG            | PPG            |
| ---------------------------------------------------------------------------------------- | -------- | ---------------- | ---------------- | ---------------- | ---------------- | ---------------- | ---------------- | ---------------- | ---------------- | ---------------- | ---------------- | ---------------- | -------------- | -------------- | -------------- | -------------- | -------------- | -------------- | -------------- | -------------- | -------------- | -------------- | -------------- |
| 1976/77                                                                                  | Нью-Йорк | 61               |                  | 10,0             | 42,0             |                  | 60,0             | 1,1              | 1,0              | 0,8              | 0,0              | 5,7              | Не участвовал  | Не участвовал  | Не участвовал  | Не участвовал  | Не участвовал  | Не участвовал  | Не участвовал  | Не участвовал  | Не участвовал  | Не участвовал  | Не участвовал  |
| 1977/78                                                                                  | Нью-Йорк | 2                |                  | 7,5              | 50,0             |                  | -                | 0,0              | 0,5              | 0,5              | 0,0              | 1,0              | Не участвовал  | Не участвовал  | Не участвовал  | Не участвовал  | Не участвовал  | Не участвовал  | Не участвовал  | Не участвовал  | Не участвовал  | Не участвовал  | Не участвовал  |
|                                                                                          | Всего    | 63               |                  | 9,9              | 42,1             |                  | 60,0             | 1,0              | 1,0              | 0,8              | 0,0              | 5,5              | Не участвовал  | Не участвовал  | Не участвовал  | Не участвовал  | Не участвовал  | Не участвовал  | Не участвовал  | Не участвовал  | Не участвовал  | Не участвовал  | Не участвовал  |
| Наведите курсор мыши на аббревиатуры в заголовке таблицы, чтобы прочесть их расшифровку. |          |                  |                  |                  |                  |                  |                  |                  |                  |                  |                  |                  |                |                |                |                |                |                |                |                |                |                |                |